# Aneflus levettei
Aneflus levettei là một loài bọ cánh cứng trong họ Cerambycidae.